# 晶格空位

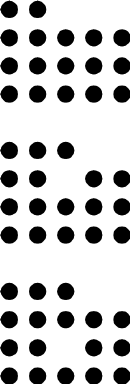
平面格位上的晶格空位的圖解

在晶體學中, 一個晶格空位是晶體的點缺陷之一。 當一個晶格格位上缺失了一個粒子（原子，離子甚至分子），這種缺陷即為晶格空位。除了被稱為晶質的缺陷的晶體本質上具有的不完整性外，晶格空位有時是由於溫度改變或受到輻射等外部因素造成的。
晶格空位自然存在於所有晶體。對於每一個小於該物質熔點的溫度，都存在一個晶格空位平衡濃度（具有空位的格位和其他格位的比率）。一些金屬在熔點溫度具有大約為0.1%的平衡濃度。 .
晶格空位的形成可以簡單的認為是晶體中的一個原子和它鄰近原子間的結合力被破壞的結果。當這個原子離開它原本所處的格位，它將受到晶體表面的拉扯，並和其它處於表面的原子間再度形成結合。
在任何已知溫度，產生一個空位所需的能量會因為產生的空位使晶體內部混亂化而減少。這種混亂度使用熵來度量。晶體每增加一個空位，其熵也會增加，表現為產生這些空位所需的總能量在減少。這些能量被稱為自由能，也是這個溫度下產生一個晶格空位平衡濃度所需的能量。
因為離子晶體最終要達到電荷平衡，它不能形成單一的空位（即其晶格空位必須成對出現）。離子晶體中的晶體空位可能由蕭特基缺陷或弗崙克爾缺陷形成。

## 歷史
晶格空位的存在到20世紀中期仍然是未被確定。直到1947年美國化學家柯肯達爾發表其關於我們今天稱作柯肯達爾效應的論文後，晶格空位才開始被關注，因為其的擴散力學性質和晶體內不存在晶格空位的部分大不相同。從1950年開始，晶體空位的學說開始被承認，並逐漸被認為是解釋擴散問題的不可缺少的一環。

## 證明方法
晶格空位的證明和其擴散濃度的確定是在確定正電子的壽命的過程中實現的。由於晶格空位會讓正電子的勢能得到釋放，正電子在晶體中擴散時會以移動到晶格空位為優先選擇。因為晶格空位的電子密度比晶體的其他部分低，處於期間的正電子的壽命將增加。對晶體放射的測量同樣可以確定空位的位置，對其壽命的測量可以判斷出空位的大概大小。另一種很常用的方法是腐蝕法：使用腐蝕的方法得到晶體的顯微照片，位錯和表面的交點是明顯的空隙。